# Ingrid Stenn
Ingrid Stenn (* 23. November 1932; † 26. Februar 1997) war eine deutsche Schauspielerin und Hörspielsprecherin.

## Leben
Nach einer Schauspiel- und Tanzausbildung spielte Ingrid Stenn an verschiedenen Theatern in Hamburg. Ab dem Jahr 1961 war sie an der Tribüne in Berlin engagiert.
Ingrid Stenn wirkte überwiegend in den 1950er und 1960er Jahren in zahlreichen Film-, Fernseh- und Hörspielproduktionen mit. Darunter gehörten  unter anderem Spielfilme wie Der unsterbliche Lump aus dem Jahr 1953 mit Karlheinz Böhm, Hans Olden und Paul Esser, Bei Dir war es immer so schön von 1954 mit Heinz Drache, Georg Thomalla und Grethe Weiser und 1957 das umstrittene Filmdrama Anders als du und ich in der Regie von Veit Harlan mit Christian Wolff und Paula Wessely. Als „Kunststudentin Ursula“ führte sie im gleichnamigen Film aus dem Jahr 1959 durch die Stadt Frankfurt am Main.
Als Sprecherin war Ingrid Stenn auch in einigen Folgen der Hörspielreihe Die Jagd nach dem Täter des Norddeutschen Rundfunks (NDR) zu hören.

## Filmografie
- 1952: Der Weg zu Dir
- 1953: Der unsterbliche Lump
- 1954: Bei Dir war es immer so schön
- 1954: Mannequins für Rio
- 1955: Die Toteninsel
- 1956: Ein Herz schlägt für Erika
- 1956: Das Donkosakenlied
- 1957: Anders als du und ich
- 1958: Zwei Herzen im Mai
- 1958: Ein Sommernachtstraum
- 1958: Don Vesuvio und das Haus der Strolche
- 1959: Das Genie und die Göttin (Fernsehfilm)
- 1963: Hafenpolizei (Fernsehserie) – 100.000 Mark
- 1969: Die Jubilarin (Fernsehfilm)
- 1989: Der Landarzt (Fernsehserie) – Mißverständnisse

## Hörspiele (Auswahl)
- 1956: Apoll an der Seine
- 1957: Der Einzelgänger von Chicago (Folge aus der Reihe „Die Jagd nach dem Täter“)
- 1957: Die Schnapsflasche (Folge aus der Reihe „Die Jagd nach dem Täter“)
- 1957: Ein Fläschchen aus Jade (Folge aus der Reihe „Die Jagd nach dem Täter“)
- 1957: Mord am Matterhorn (Folge aus der Reihe „Die Jagd nach dem Täter“)
- 1957: Ochs und Esel bei der Krippe
- 1958: Ereignis im FD 411
- 1958: Der Mann, der den Wind ablenkte
- 1958: Begegnung mit Dir selbst
- 1958: Die Dame mit dem grünen Schleier (Folge aus der Reihe „Die Jagd nach dem Täter“)
- 1959: Drei Straßen führen nach Berlin
- 1959: Das Licht der Finsternis
- 1959: Die Ware Buch
- 1959: Mord im Nebel (Folge aus der Reihe „Die Jagd nach dem Täter“)
- 1960: Ein kleiner trauriger Fluß
- 1962: Hellere Tage
- 1962: Ein Schuß zuviel (Folge aus der Reihe „Die Jagd nach dem Täter“)
- 1963: Die traurige Geschichte von Friedrich dem Großen
- 1975: Der Bonze